# Scabelament del contha
Lo scabelament del contha ("gergo del seggiolaio") era un linguaggio gergale in uso presso i seggiolai di alcune località agordine e dei dintorni.
L'attività dei seggiolai, attestata nella zona sin dal Cinquecento, assunse grandissima importanza sul finire dell'Ottocento, quando la crisi dell'attività mineraria indusse la quasi totalità della popolazione maschile a riprendere questo mestiere. Si trattava di un lavoro tutt'altro che facile, soprattutto perché erano costretti ad una vita seminomade, spostandosi per tutta l'Italia e all'estero: se ne ritrovarono in tutte le regioni del Nord e del Centro Italia sino all'Abruzzo, e nella Francia centromeridionale.
Fu in quest'ambito che nacque lo scabelament del contha: gli artigiani inventarono un lessico assolutamente particolare per poter comunicare tra di loro senza che informazioni e segreti venissero compresi dai clienti.
Secondo Ugo Pellis, che nel 1929 pubblicò una ricerca in merito, la parlata sarebbe nata a Tiser, frazione di Gosaldo, da cui si diffuse poi a Don, a Sagron Mis (quest'ultimo in provincia di Trento) e, quindi, nei paesi più "bassi" (Voltago Agordino, La Valle Agordina); ultimo paese ad essere raggiunto dal gergo fu Rivamonte Agordino. Sempre il Pellis annota come, grazie agli spostamenti degli artigiani, tracce dello scapelament si potessero ritrovare anche in altre località dell'Agordino e perfino ad Arson, frazione di Feltre.